# 勿吉

5世紀勿吉在東夷諸国的位置。

勿吉（中古漢語擬音：miut kit），辽金时期称为“兀惹”，元明时代称为「兀者」，即清代所称的「窝集」，在满语等通古斯语系语言中意为森林，指森林中的部族。中国历史上的南北朝時代，对高句麗以北（今天的中国东北地区及俄罗斯滨海边疆区等地区）的狩猎民族的统称为勿吉。
《魏书·勿吉传》称之为“旧肃慎国也”，说明勿吉也曾是肃慎的一部分。肃慎曾与之并存一段时间，居住地与夫余、豆莫娄相近，主要是松花江两岸。分布位置具体在松花江东流段和北流段，即松嫩平原和三江平原的广大地区，中心区域在松花江与嫩江交汇处的松花江丁字形大曲折一带。勿吉人在松花江流域定居後，起初被挹娄役属。挹娄人在长年征战中消耗了本部的实力，难于驾驭旧肃慎地的各部落。5世纪初，勿吉进入奴隶制社会，松花江一带的勿吉人摆脱了挹娄的控制，占据了肃慎和挹娄之故地。北魏太和十七年（493年），勿吉人灭夫余国，之后其辖境南与高句丽相接。势力最盛时，北起黑龙江，南抵长白山，西至洮儿河源。
勿吉人主要以狩猎和采集为生，南北朝以后农业的比重有所增加，使用铁器，种植有粟、麦、稷和葵，采用中原人早已淘汰的偶耕。勿吉人善“捕貂”，此外还学会了“嚼米酿酒”。不过其始终仍保持着森林狩猎民族的生活方式。《魏书·勿吉传》记载：“其地下湿，筑城穴居，屋形似冢，开口于上，以梯出入。”
勿吉各部落各有君长，虽不相統一，但在东夷各部族中却最为强悍。初有数十部，后逐渐发展为粟末（今松花江）、白山（今长白山）、伯咄（即伯都讷，今扶余市）、安车骨（今阿什河）、拂涅（今牡丹江一带）、号室（今绥芬、穆伦二河流域）、黑水（今黑龙江下游）7大部。隋唐时被称為「靺鞨」。
北魏延兴年间开始遣使中原，前后与北魏、北齐交往达37次之多。延興年间（471年-476年）勿吉遣使乙力支朝献北魏。太和（477年-499年）初，乙力支朝献北魏，貢納馬500匹。太和九年（485年），勿吉遣使侯尼支朝献。明年（486年）入貢。太和十二年（488年），勿吉遣使貢納楛矢方物。太和十七年（493年），遣使人婆非等500余人朝献。景明四年（503年），遣使候力归朝貢。東魏興和二年（540年）6月、遣使石久雲貢納方物，至武定年间（543年-550年）路途断絶。

## 延伸阅读
[在维基数据编辑]
 《魏書/卷100》，出自魏收《魏书》
 《北史·卷094》，出自李延壽《北史》
- 《女真民族史 （页面存档备份，存于）》